# Пророк Софонија
Софонија или Софоније (хебр. צְפַנְיָה - сакривен у Господу) је био старозаветни јеврејски пророк, син Кушија, и праунук пророка Језекиље. Он је пророковао у време Јошуа, краља Јуде (641.--610. п. н. е.), и био савременик пророка Јеремије, са којим је имао много сличности. О њему говори кратка књига Старог завета (са само три поглавља), која носи његово име Књига пророка Софоније. Највећи део живота провео је у главном граду  Јерусалиму.
Пророк Софонија је говорио храбро против верског и моралног отпадништва својих сународника, против идолопоклонства,  које је чак ушло и у Свети храм. Претио је да ће „Господ уништити сва места служења Баалу, и избрисати имена свештеника који му служе..." (Софонија 1:4). Залагао се за повратак једноставности и скромности својих отаца, уместо луксузне стране одеће која је била нарочито популарна у јеврејским аристократским круговима (Софонија 1:8). 
Време пророка Софоније је кључни историјски период за јеврејски народ. Јеврејске змеље су преплавили странци због миграције Скита у последњим деценијама 7. века п. н. е., а неколико деценија пре пада Јерусалима 586. п. н. е. (Софонија 1:7). 
Православна црква прославља пророка Софонију 3. децембра.